# Регија Бања Лука
Регија Бања Лука је једна од нодално-функционалних регија Републике Српске. Постоји више различитих регионалних подјела Републике Српске, а у готово свакој од њих Бања Лука представља центар једне од регија.

## Територија
Према Просторном плану ова регија је дефинисана као мезорегија и обухвата сљедеће општине:
- Бања Лука,
- Кнежево,
- Котор Варош,
- Лакташи,
- Прњавор,
- Челинац,

општине субрегије Градишка:
- Градишка,
- Србац,

те општине субрегије Мркоњић Град:
- Мркоњић Град,
- Петровац,
- Рибник,
- Источни Дрвар,
- Купрес,
- Шипово и
- Језеро

Према уџбеницима географије Бањалучку регију чини простор мезорегије Бања Лука заједно са простором мезорегије Приједор (општине Козарска Дубица, Костајница, Крупа на Уни, Нови Град, Оштра Лука и Приједор). Овај простор је у надлежности Окружног суда у Бањој Луци.

## Природно-географска обиљежја
Природну физиономију Бањолучке регије чине два дијела, панонски и планинско-котлински. Већи дио регије припада Планинско-котлинској, а мањи Панонској макроморфолошкој области.
Сјеверни дио регије чине ниски равничарски простори: Лијевче поље, дио Посавине, те доњи токови Уне, Сане и Врбаса, са ниским хорст планинама: Козаром, Просаром и Мотајицом.
Овај дио регије представља њено главно аграрно подручје и једно од највриједнијих у Републици Српској.
Клима сјеверног дијела регије је умјерена. У већем дијелу године маритимни утицаји са запада имају доминацију над континенталним са истока и сјевера. Љета су умјерено топла, са средњим температурама око 21 °C, а зиме умјерено хладне, са средњом температуром око 0 °C. Средња годишња количина падавина се креће око 1000 милиметара.
Перипанонски обод представља прелаз између сјеверног и јужног дијела регије, а чине га средње високе планине: Мањача и Чемерница са међупланинским котлинама и ријечним долинама.
Јужни, планинско-котлински дио регије чине средње високе планине: Срнетица и Лисина, високе планине: Клековача и Виторог, те међупланински котлински простори између њих. Овај дио регије има изразито планинска климатско-вегетацијска обиљежја, а главно природно богатсво чине шуме.

## Друштвено-географске карактеристике
Концентрација становништва и насеља је у ниском равничарском дијелу регије и у долинама ријека, а знатно мања у планинском дијелу. Најгушће су насељене општине Бања Лука и Приједор са преко 100 становника на , док су најријеђе насељене општине на југу регије.
За разлику од сјеверног равничарског дијела регије и његове примарне — аграрне функције, њен планинско-котлински дио одликује традиционално сточарство. Индустрија, која се у градским срединама у другој половини двадесетог вијека добро развијала, сада је у стагнацији, након пропасти највећих индустријских комплекса у условима општих привредних проблема, транзиције система и посљедица рата.
Саобраћајни инфраструктурни систем одликује нешто гушћа мрежа друмских у односу на мрежу жељезничких комуникација. Најзначајнији друмски правци су Нови Град — Приједор — Бања Лука и Градишка — Бања Лука — Мркоњић Град, док жељезничку мрежу регије чини пруга Добрљин — Нови Град — Приједор — Бања Лука — Добој.